# Bryon Allen
Bryon Gregory Allen (Upper Marlboro, Maryland, 1 de mayo de 1992) es un jugador de baloncesto estadounidense que pertenece a la plantilla de los Capitanes de Arecibo de la BSN puertorriqueña. Con 1,93 metros de estatura, juega en la posición de base.

## Trayectoria deportiva
Jugó cuatro temporadas con los George Mason Patriots de la Universidad George Mason y tras no ser elegido en el Draft de la NBA de 2014, se marcharía a Polonia para jugar en las filas del MKS Start Lublin.
Más tarde, pasaría por Kuwait, Italia y la República Checa. En las filas del CEZ Nymburk realizaría unos promedios de 15.4 puntos por partido en la Basketball Champions League.
En 2017 fichó por el EWE Baskets Oldenburg, para jugar la liga alemana y la Basketball Champions League.
El 3 de agosto de 2021, firma por el Hapoel Eilat B.C. de la Ligat ha'Al israelí.
El 1 de agosto de 2024 fichó por el Happy Casa Brindisi de la Serie A2 italiana.
El 30 de enero de 2025 fichó por el Hapoel Haifa de la Ligat ha'Al israelí.